# I Can Get It For You Wholesale (álbum)
I Can Get It For You Wholesale es el álbum de la primera grabación profesional de Barbra Streisand y primera aparición en Columbia Records, publicado en abril de 1962.
Todo el elenco de I Can Get It For You Wholesale se reunió en el estudio de Columbia de la calle 30, el día 1 de abril de 1962 para grabar el álbum en una sola sesión.
Las canciones Miss Marmelstein (interpretada por Barbra Streisand) y Who Knows? (interpretada por Marilyn Cooper) fueron editadas en un "single" promocional enviado a las emisoras de radio en abril de 1962.
Barbra grabó en 1988 una versión de A Funny Thing Happened para el proyecto inicial de Back To Broadway que nunca fue editada.
En el espectáculo para celebrar el cambio de milenio Timeless 1999/2000, Barbra, recreó el número de Miss Marmelstein.

## Créditos
- Producción: Goddard Lieberson
- Música y letras: Harold Rome
- Dirección musical y arreglos vocales: Lehman Engel
- Orquestaciones: Sid Ramin
- Ingenieros de sonido: Fred Plaut, Ed Michalski.
- Fotografía: Friedman Abeles

## Lista de temas
Todas las canciones escritas y compuestas por Harold Rome. 
| I Can Get It For You Wholesale |                                                                      |                                                                         |          |  |
| N.º                            | Título                                                               | Música                                                                  | Duración |  |
| 1.                             | «Overture» (Obertura.)                                               | Orquesta                                                                | 1:27 min |  |
| 2.                             | «I'm Not A Well Man» (No soy un hombre bueno.)                       | Barbra Streisand y Jack Kruschen                                        | 2:21 min |  |
| 3.                             | «The Way Things Are» (Cómo son las cosas.)                           | Elliott Gould                                                           | 1:41 min |  |
| 4.                             | «When Gemini Meets Capricorn» (Cuando Géminis conoce a Capricornio.) | Marilyn Cooper y Elliott Gould                                          | 2:48 min |  |
| 5.                             | «Momma, Momma, Momma» (Mamá, mamá, mamá.)                            | Elliott Gould y Lillian Roth                                            | 2:57 min |  |
| 6.                             | «The Sound Of Money» (El sonido del dinero.)                         | Elliott Gould y Sheree North                                            | 4:15 min |  |
| 7.                             | «Too Soon» (Demasiado pronto.)                                       | Lillian Roth                                                            | 3:05 min |  |
| 8.                             | «The Family Way» (La forma familiar.)                                | Elliott Gould, Lillian Roth, Marilyn Cooper, Ken LeRoy and Bambi Linn   | 3:08 min |  |
| 9.                             | «Who Knows?» (¿Quién sabe?)                                          | Marilyn Cooper                                                          | 3:41 min |  |
| 10.                            | «Ballad Of The Garment Trade» (Balada del comercio de vestuario.)    | Barbra Streisand, Elliott Gould, Marilyn Cooper, Ken LeRoy y Bambi Linn | 3:25 min |  |
| 11.                            | «Have I Told You Lately?» (¿Te he dicho recientemente?)              | Ken LeRoy y Bambi Linn                                                  | 3:10 min |  |
| 12.                            | «A Gift Today» (Un regalo hoy.)                                      | Elliott Gould, Lillian Roth, Marilyn Cooper, Ken LeRoy y Bambi Linn     | 3:55 min |  |
| 13.                            | «Miss Marmelstein» (Señorita Marmelstein.)                           | Barbra Streisand                                                        | 3:22 min |  |
| 14.                            | «A Funny Thing Happened» (Sucedió algo gracioso.)                    | Elliott Gould y Marilyn Cooper                                          | 2:38 min |  |
| 15.                            | «What's In It For Me?» (¿Qué hay para mi?)                           | Harold Lang                                                             | 1:57 min |  |
| 16.                            | «Eat A Little Something» (Come algo.)                                | Elliott Gould y Lillian Roth                                            | 2:10 min |  |
| 17.                            | «What Are They Doing To Us?» (¿Qué nos están haciendo ahora?)        | Barbra Streisand                                                        | 7:11 min |  |
| 53:11 min                      |                                                                      |                                                                         |          |  |

## Listas de ventas
| \| US Billboard Pop Albums Chart (1962) \| \| \| ------------------------------------ \| --- \| \| Posición más alta \| 125 \| \| Semanas en lista \| 5 \| \| Certificación \| --- \| |     |
| US Billboard Pop Albums Chart (1962) |     |
| Posición más alta | 125 |
| Semanas en lista | 5   |
| Certificación | --- |